# Drôle de guerre
 (mai 2016).
Seconde Guerre mondiale,
Bataille de France
Batailles
- Drôle de guerre
- Évacuation des civils de la ligne Maginot
- Mobilisation
- Offensive de la Sarre
- Baie de Heligoland
- Incident de Mechelen
- Plan Jaune
- Plan Dyle
- Luxembourg
- Ében-Émael
- Hannut

- Sedan
- Dinant
- Monthermé
- Givet
- La Horgne
- Gembloux
- Flavion
- Louvain
- Charleroi

- Stonne
- Montcornet
- La Sambre
- Arras

- L'Escaut
- Amiens
- La Lys
- Massacre de Vinkt
- Boulogne-sur-Mer
- Calais
- Poche de Lille
- Massacre du Paradis
- Abbeville
- Dunkerque
- Capitulation belge

- L'Aisne
- L'Ailette
- Opération Paula
- l’Exode
- Pont-de-l'Arche
- Opération Cycle
- Opération Ariel

- Les Alpes
- Vallon du Seuil
- Bombardement de Toulon
- Opération Vado
- La Loire
- Saumur
- La vallée du Rhône
- Bombardements de Marseille
- Menton (Pont-Saint-Louis)
- Combats aériens en Suisse
- Armistice du 22 juin

La « drôle de guerre » (en anglais : phoney war, « fausse guerre » ; en allemand : Sitzkrieg, « guerre assise » ; en polonais : dziwna wojna, « guerre étonnante ») est la période du début de la Seconde Guerre mondiale qui se situe entre la déclaration de guerre par le Royaume-Uni et la France (les Alliés) à l'Allemagne nazie le 3 septembre 1939 et l'offensive allemande du 10 mai 1940 sur le théâtre européen du conflit. Cette période se caractérise par :
- la campagne de Pologne et ses répercussions sur le front occidental ;
- la guerre russo-finlandaise ou guerre d'Hiver ;
- la campagne de Norvège, dont Narvik est un épisode ;
- la question des Balkans et des pétroles de Roumanie et du Caucase ;
- sur le plan intérieur, l'érosion des gouvernements français et britannique ;
- une politique active d'armement de la part de tous les belligérants.

L'origine de l'expression « drôle de guerre » est revendiquée par le journaliste Roland Dorgelès, mais elle pourrait provenir d'une mauvaise compréhension de l'expression phoney war, confondue avec funny war, utilisée dans un reportage sur les armées franco-britanniques. Elle s'applique au front occidental, où les hostilités se réduisaient à quelques escarmouches après la modeste offensive de la Sarre.

## Déroulement

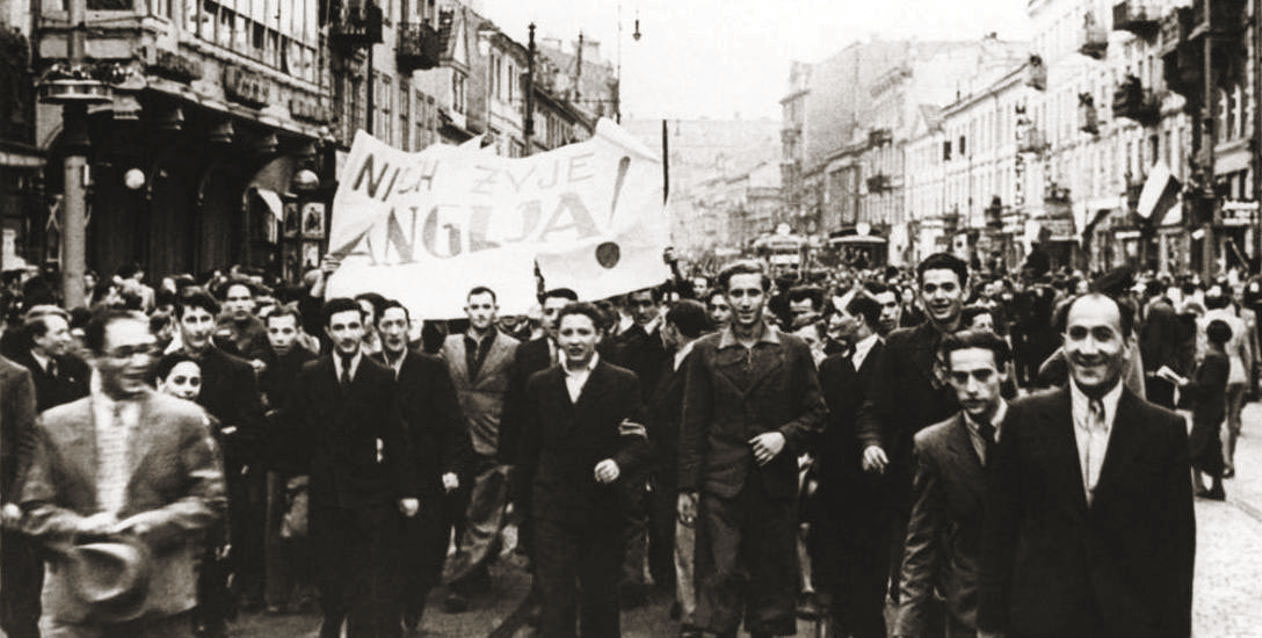
Manifestation de joie devant l'ambassade britannique à Varsovie à l'annonce de la déclaration de guerre à l'Allemagne nazie.

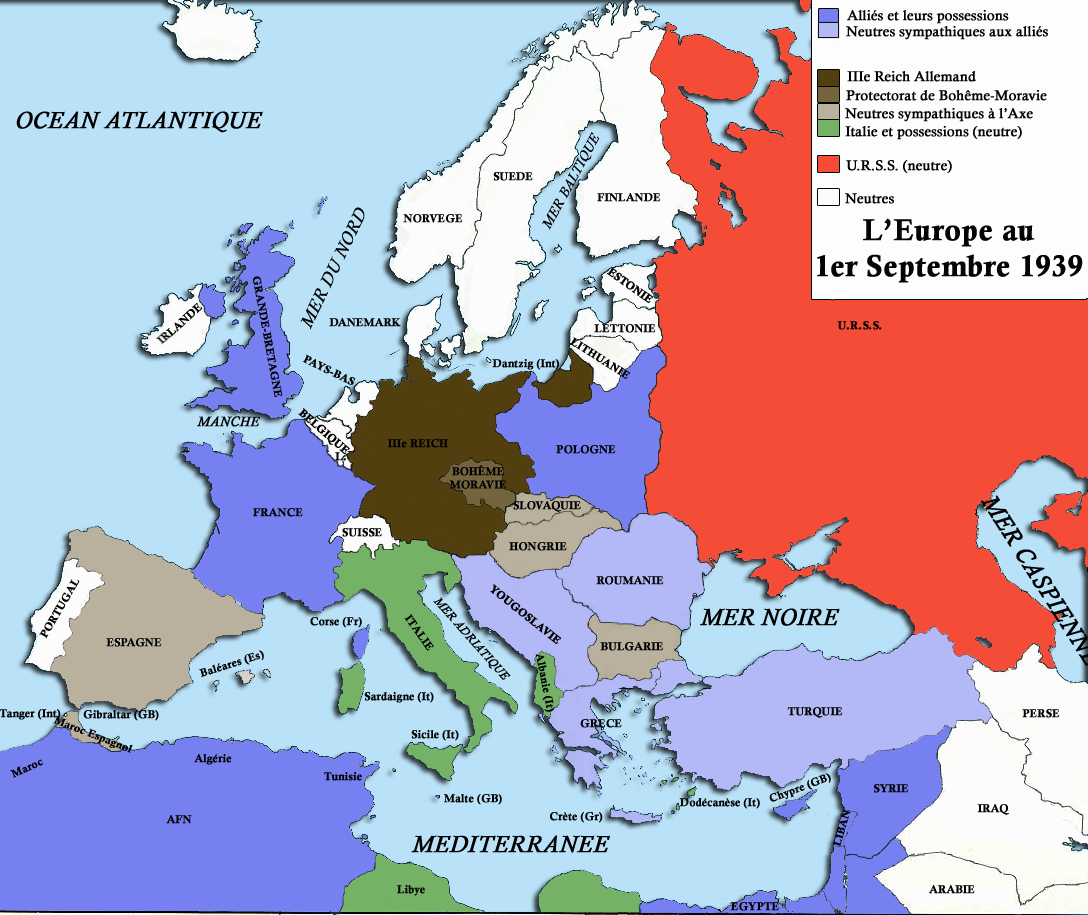
L’Europe au 1er septembre 1939

### Les premiers mois

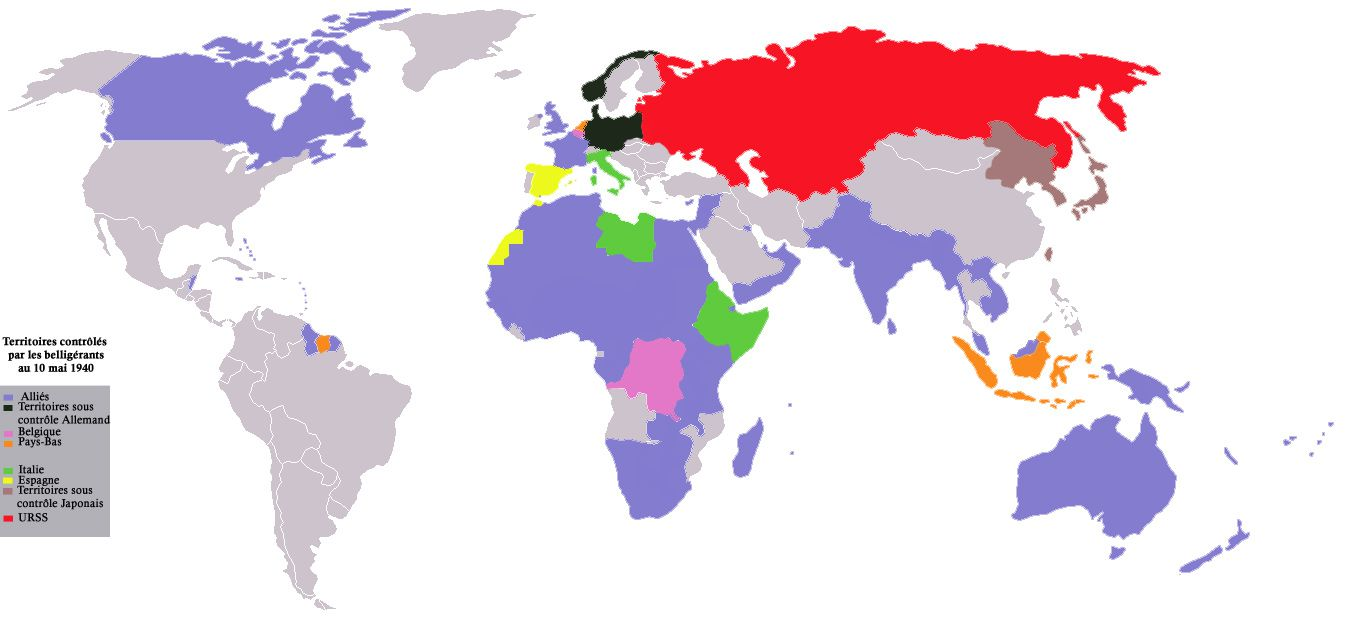
Territoires contrôlés par les belligérants au 10 mai 1940.

Après la signature du pacte germano-soviétique, Hitler lance ses armées contre la Pologne le 1er septembre 1939, sans déclaration de guerre (voir : incident de Gleiwitz). En application de leur alliance, la France et le Royaume-Uni déclarent la guerre à l'Allemagne. En particulier, la France a garanti après 1918 par des traités d'assistance mutuelle l'existence de la plupart des pays nouvellement créés en Europe centrale (avec l'idée de créer un cordon sanitaire autour de l'Allemagne). La Pologne et la France ayant signé en mai 1939 un protocole qui obligeait la France à lancer l’offensive générale dès le quinzième jour de la mobilisation, en septembre 1939, les Polonais attendent, en vain, l’aide française en espérant que la France remplirait ses engagements d’allié. Dès les premiers jours, l'armée française ne fait que lancer l'offensive de la Sarre avant de se replier derrière la ligne Maginot.
Les Allemands appliquent pour la première fois sur le théâtre polonais la tactique de la Blitzkrieg (« guerre-éclair »), qui assure à la Wehrmacht une victoire rapide malgré la contre-offensive polonaise de la Bzura. Ayant attaqué de son côté la Pologne le 17 septembre, l'URSS participe au partage du pays vaincu, puis elle annexe les États baltes. Après l'échec des négociations avec la Finlande pour reculer la frontière soviétique au-delà de Léningrad, l'URSS attaque la Finlande (guerre d'Hiver) et elle annexe la région frontalière de Carélie. L'armistice soviéto-finlandais provoque en France la chute du gouvernement Daladier, le 21 mars 1940, et son remplacement par Paul Reynaud.
Après sa première campagne victorieuse, Hitler se tourne vers l'Ouest, mais il doit reporter plusieurs fois son offensive, et le front reste calme pendant plusieurs mois. Retranchés derrière la ligne Maginot, les Alliés attendent l'assaut des forces allemandes, elles-mêmes retranchées derrière le Westwall ou ligne Siegfried. C'est un conflit sans combats majeurs, seulement quelques escarmouches entre patrouilles de reconnaissance. C'est la « drôle de guerre », selon l’expression attribuée à l’écrivain Roland Dorgelès. L'installation dans la routine plonge l'armée française dans une « dépression d'hiver » : l'obéissance se relâche, l'alcoolisme atteint des sommets historiques, les villages évacués d'Alsace sont pillés par des soldats français.
La « drôle de guerre » avec l'offensive de la Sarre aurait fait dans les trois armées françaises (terre-air-mer) environ 2 000 morts,. L'historien Michaël Bourlet avance le chiffre de 3 000 morts au combat, durant les huit mois de la drôle de guerre. Les Allemands comptent de leur côté 196 soldats tués et 114 disparus après la contre-offensive de la première armée d'Erwin von Witzleben du 16 au 24 octobre, laquelle ne progressera pas avant le 10 mai 1940, date du début de la Blitzkrieg. Cette contre-offensive fut le seul combat d'une certaine envergure sur la frontière durant la « drôle de guerre ».
En mer, un sous-marin allemand coule dès le 3 septembre 1939 le paquebot britannique Athenia, faisant 117 morts. Le 14 octobre suivant, un autre U-Boot réussit à s'introduire dans la rade de Scapa Flow et à couler le cuirassé HMS Royal Oak, causant la mort de 833 marins britanniques.

### Le commandement français
En France, la structure de commandement se complexifie avec la création fin 1939 du Grand quartier général français de Doumenc à mi-chemin entre Gamelin et Georges. On se retrouve dès lors pour le secteur clef des opérations avec pas moins de quatre échelons de commandement :
- Gamelin (Général commandant en chef) ;
- Doumenc (Grand Quartier Général intermédiaire) ;
- Georges (Théâtre Nord-Est) ;
- Billotte (premier Groupe d'Armées, c’est-à-dire l'essentiel de l'affaire).

Sans oublier la chaîne « Air » distincte.
Les trois premiers se « partageant » les principaux services d'état-major dont le PC en partie souterrain est installé dans le bois du château de Vincennes, ceux-ci y perdent en efficacité et plus personne ne dispose dans sa main de tous les outils nécessaires à la conduite de la bataille. « Le haut commandement des années 1930, analyse Jean-Louis Crémieux-Brilhac, n'avait su ni éviter la sclérose intellectuelle et bureaucratique, ni admettre qu'il pût y avoir d'autres formes de guerre que celle de 14-18, ni faire le choix de système d'armes cohérents ». De plus, il faut préciser que les deux premiers gravitent, l'un dans l'ombre de Reynaud, l'autre dans celle de Daladier.

### Les opérations en Norvège
Dans le cadre de la stratégie du blocus, les Alliés veulent couper les approvisionnements en minerai de fer de l'Allemagne ; celle-ci reçoit la majeure partie de ses approvisionnements de la Suède. Si le port de Luléa est pris par les glaces une bonne partie de l'hiver, celui de Narvik (Norvège) est en eau libre. Les Alliés décident donc de monter une opération pour prendre le contrôle des mines de Gällivare à partir de Narvik (une voie ferrée relie les deux points). Mais les Allemands devancent les Alliés : ils envahissent le Danemark et la Norvège le 9 avril (les Alliés ont mouillé des mines dans les eaux territoriales norvégiennes le 8 avril, ce qui peut s'apparenter à un acte hostile, la Norvège ayant continuellement affirmé sa volonté de rester neutre). L'intervention allemande est un succès ; les Alliés essuient partout des échecs, sauf à Narvik où Polonais et Français réussissent à prendre pied dans la ville, mais pour très peu de temps. À la suite du début désastreux de la campagne de France, les troupes de Narvik sont rappelées et l'opération s'achève sans être exploitée.

### L'offensive allemande à l'Ouest
La drôle de guerre prend définitivement fin le 10 mai 1940 lorsque les armées allemandes lancent le Fall Gelb, une vaste offensive sur les Pays-Bas, la Belgique, le Luxembourg violant la neutralité de ces États, puis à travers les Ardennes (la percée de Sedan) afin de prendre à revers la ligne Maginot. Le commandant en chef français, le général Gamelin, avait pourtant été prévenu, en janvier 1940, par des contacts militaires secrets avec les Belges, que ceux-ci avaient saisi, dans un avion qui avait fait un atterrissage forcé en Belgique (incident de Mechelen), des instructions militaires montrant que l'Allemagne allait attaquer dans les Ardennes. Le 8 mars, un message de confirmation du roi Léopold III en personne parvint encore au Général Gamelin. Mais l'état-major français n'en tint aucun compte. Et ce fut l'attaque sur Sedan où l'armée française, surprise, ne put s'opposer à la percée allemande menaçant les arrières des armées alliées. Pourtant les troupes d'élite de l'armée belge, les Chasseurs ardennais, avaient contenu les Allemands pendant deux jours, ce qui aurait dû permettre aux Français de mieux se préparer. Un rapport du député français Pierre Taittinger signalait, dès avril, les faiblesses du secteur de Sedan. Mais rien n'y fit. Il en résulta le recul précipité de l'ensemble des armées françaises de l'Est. Pendant ce temps, le gros de l'armée belge était attaqué par le nord de la Belgique et par les Pays-Bas dont l'armée devait se rendre en cinq jours. Les armées franco-anglo-belges, incapables de se reformer pour stopper l'avance allemande, se disloquèrent progressivement après un coup d'arrêt de l'armée belge sur la Dendre et une éphémère et inutile victoire tactique, à Gembloux, des chars français accompagnés par de l'infanterie. La conséquence finale fut l'écrasement de l'armée belge qui capitula le 28 mai, arrivée au bout de ses réserves de munitions. De plus, l'armée anglaise avait sans crier gare abandonné la droite de l'armée belge dès le 25, comme le confirme lord Keyes dans ses mémoires. Les Belges, depuis le 23 jusqu'au 28, continrent seuls l'armée allemande à la bataille de la Lys, alors que l'encerclement du gros des forces alliées empêchait tout approvisionnement. Les Anglais préparaient hâtivement l'opération Dynamo de rembarquement des forces britanniques. Une large partie des troupes françaises put également être recueillie, sous la protection d'un rideau de troupes françaises qui freinèrent l'armée allemande avant d'être finalement capturées, tandis que les équipements lourds étaient perdus. Cette défaite entraîna aussi l'abandon de la Scandinavie par les forces alliées.

## Propagande et économie de guerre
La propagande est dirigée en Allemagne par Joseph Goebbels et en France par Jean Giraudoux, nommé commissaire général à l'information le 29 juillet 1939 par le gouvernement Daladier. Les chansons patriotiques de la « der des ders » comme La Madelon sont utilisées en version douce-amère nostalgique.
Les adversaires mettent une économie de guerre au service de leurs armées. Les États-Unis vendent comptant leur matériel militaire uniquement aux Alliés tandis que l'URSS fait commerce de ses ressources avec l'Allemagne. L'accès au minerai de fer suédois déclencha un affrontement en Norvège et son invasion par les nazis. Les Alliés déclenchèrent le blocus et l'Allemagne, quelques attaques par ses sous-marins.
En URSS, la radio et les journaux officiels accordent peu de place à la guerre « impérialiste » en Europe occidentale et, sous couvert de neutralité, adoptent une ligne pro-allemande ; ils rendent compte avec beaucoup plus d'attention des événements d'Extrême-Orient où l'URSS est en guerre non déclarée contre le Japon. Dans la presse de Moscou, un peu moins censurée, les événements militaires à l'Ouest sont relégués dans les pages intérieures à côté de la rubrique des spectacles. Les caricatures sur la guerre visent exclusivement les Franco-Britanniques. Ce n'est qu'à partir d'avril 1940 que plusieurs journaux dont la Pravda et les Izvestia, en décalage avec les déclarations pro-allemandes de leur gouvernement, expriment une inquiétude croissante face aux succès allemands.

## Littérature et culture populaire
L'expression « drôle de guerre », revendiquée par le correspondant de guerre Roland Dorgelès, est utilisée à partir de janvier 1940 par le journal Le Figaro. L'expression pourrait être la traduction de phoney war expression dérisoire attribuée au sénateur américain William Borah et signifiant « fausse guerre, guerre bidon ».
La drôle de guerre sert de contexte à de nombreuses œuvres littéraires comme Un balcon en forêt de Julien Gracq publié en 1958 où l'auteur prend appui sur son expérience de soldat dans les Ardennes au début de la Seconde Guerre mondiale. L'écrivain Lucien Rebatet, lui aussi engagé, déplore pour sa part l'enlisement qu'engendre la Drôle de guerre dans son ouvrage Les Décombres (1942), décrivant une armée mal entraînée, mal dirigée et finalement impropre à se battre, face à la menace allemande.
C'est lors d'une tournée sur la ligne Maginot en 1939 que Pierre Dac introduit le mot « chleuh » pour désigner les soldats allemands.
Une chanson de circonstance, très populaire en Grande-Bretagne comme en France, était On ira pendre notre linge sur la ligne Siegfried.
Une affiche représentant une carte du monde et la disproportion géographique entre les Alliés et les pays de l'Axe reprend la phrase de Paul Reynaud « Nous vaincrons parce que nous sommes les plus forts ».

### Témoignages, récits, essais
- Marc Bloch (préf. Georges Altman), L'Étrange Défaite : témoignage écrit en 1940, Paris, Société des Éditions « Franc-Tireur », 1946, XIX-196 p. (lire en ligne)Réédition : Marc Bloch (préf. Stanley Hoffmann), L'Étrange Défaite : témoignage écrit en 1940 ; [Écrits clandestins], Paris, Gallimard, coll. « Folio histoire » (no 27), 1990, 326 p. (ISBN 2-07-032569-5, présentation en ligne)Réédition : Marc Bloch (édition établie par Annette Becker et Étienne Bloch), L'histoire, la guerre, la Résistance, Paris, Gallimard, coll. « Quarto », 2006, LXX-1094 p. (ISBN 2-07-077598-4, présentation en ligne), p. 519-653.
- Pierre Claudé, Le Complet gris : lettres d'un jeune officier sur la Drôle de guerre 39-40, Nîmes, C. Lacour, 2010, 89 p. (ISBN 978-2-7504-2596-8).
- André Coilliot, Sombres jours de mai 1940 : Arras et sa région, Saint-Avertin, Alan Sutton, coll. « Témoignages et récits », 2007 (1re éd. 1980), 381 p. (ISBN 978-2-84910-427-9).
- Arthur Conte, La Drôle de guerre : août 1939-10 mai 1940, Paris, Plon, 1999, 434 p. (ISBN 2-259-19086-3).
- René Didelot, Drôle de guerre : les carnets retrouvés, 1939-1940, du lieutenant René Didelot, Oelleville, Amicale laïque de l'École normale mixte et de l'IUFM des Vosges, 2000, 103 p.
- Roland Dorgelès, La Drôle de guerre : 1939-1940, Paris, Albin Michel, 1957, 324 p.
- Jean-Pierre Duhard (dir.), C'était un semblant de guerre : 1939-1940, Paris, L'Harmattan, coll. « Mémoires du XXe siècle / Seconde Guerre mondiale », 2013, 225 p. (ISBN 978-2-343-00777-9).
- Christian-Jacques Ehrengardt, Christopher F. Shores, Heinrich Weisse et al., Les Aiglons : combats aériens de la drôle de guerre, septembre 1939-avril 1940, Paris, C. Lavauzelle, 1983, 143 p. (ISBN 2-7025-0033-1).
- René Epp, 1940 : l'année tragique, Strasbourg, Hirlé, 2008, 383 p. (ISBN 978-2-914729-66-6).
- François Fonvieille-Alquier, Les Français dans la Drôle de guerre, Paris, Robert Laffont, coll. « L'Histoire que nous vivons », 1971, 472 p.
- Fernand Grenier (préf. Étienne Fajon), Journal de la drôle de guerre : septembre 1939-juillet 1940, Paris, éditions sociales, 1969, 271 p.
- René Guyomard, Ma drôle de guerre : récit, Morlaix, Skol Vreizh, 2010, 265 p. (ISBN 978-2-915623-69-7).
- Henri Hiegel, La drôle de guerre en Moselle, t. 1 : 3 septembre 1939-10 mai 1940, Sarreguemines, Pierron, coll. « Documents lorrains », 1983, 421 p. (ISBN 2-7085-0019-8).
- Henri Hiegel, La drôle de guerre en Moselle, t. 2 : 10 mai au 4 juillet 1940, Sarreguemines, Pierron, coll. « Documents lorrains », 1984, 371 p. (ISBN 2-7085-0023-6).
- Jacques-Henri Lefebvre, Notes d'un correspondant de guerre : 1939-1940, le suicide, Paris, Déterna éditions, coll. « Documents pour l'histoire », 2009, 250 p. (ISBN 978-2-913044-95-1).
- Madeleine Lemoine, Les Obscurs de la drôle de guerre, Paris, la Pensée universelle, 1978, 123 p.
- Marcellin Lissorgues (préf. M. l'abbé Thellier de Poncheville), Ce que fut la drôle de guerre, Aurillac, éditions U.S.H.A., 1948, 159 p.
- Lucien Mairet et Jacques Tétu (dir.), Mes souvenirs de la drôle de guerre : 1939-1940, Saint-Aubin, Association du patrimoine rural jurassien, 2004, 36 p.
- Louis G. Méroni, Amers souvenirs de notre drôle de guerre : cinquante ans après, Marseille, Louis G. Méroni, 1997, 135 p.
- François Moulin (dir.), 39-40, la grande débâcle : 120 pages de récits, photos et témoignages inédits, Houdemont, L'Est républicain, 2010, 120 p.
- Léon Noguéro, Soldat en Alsace-Lorraine (1930-1940), Paris, L'Harmattan, coll. « Mémoires du XXe siècle / Seconde Guerre mondiale », 2017, 248 p.  (ISBN 978-2-343-10581-9)
- Philippe Richer, La Drôle de guerre des Français : 2 septembre 1939-10 mai 1940, Paris, Olivier Orban, 1990, 375 p. (ISBN 2-85565-566-8).
- Jean-Paul Sartre, Les Carnets de la drôle de guerre : novembre 1939-mars 1940, Paris, Gallimard, 1983, 432 p. (ISBN 2-07-025778-9).
- Paul Tuffrau, De la « drôle de guerre » à la Libération de Paris (1939-1944) : Lettres et Carnets, Paris, Imago, 2002, 168 p. (ISBN 2-911416-63-5, présentation en ligne)

### Études historiques
- Aspects de la drôle de guerre : 1er septembre 1939-9 mai 1940, Paris, Réunion des bibliothèques universitaires, 1980, 83 p. (ISBN 2-86420-005-8)Catalogue d'exposition organisée par les Universités de Paris, Bibliothèque de documentation internationale contemporaine et Musée des deux guerres mondiales du 10 octobre au 7 décembre 1980.
- Yves Beauvois, Les Relations franco-polonaises pendant la drôle de guerre, Paris, L'Harmattan, coll. « Chemins de la mémoire », 1989, 172 p. (ISBN 2-7384-0156-2, lire en ligne).
- François Bédarida, La stratégie secrète de la « drôle de guerre » : le Conseil suprême interallié, septembre 1939-avril 1940, Paris, Presses de la Fondation nationale des sciences politiques / Éditions du CNRS, 1979, 573 p. (ISBN 2-7246-0428-8 et 2-222-02535-4, présentation en ligne), [présentation en ligne], [présentation en ligne].
- Pierre-Frédéric Charpentier (préf. Pascal Ory), La Drôle de guerre des intellectuels français : 1939-1940, Panazol, Lavauzelle, coll. « Histoire, mémoire et patrimoine », 2008, 426 p. (ISBN 978-2-7025-1076-6).
- François Cochet, Les Soldats de la drôle de guerre : septembre 1939-mai 1940, Paris, Hachette Littératures, coll. « La vie quotidienne », 2004, 270 p. (ISBN 2-01-235693-1, présentation en ligne).
- Comité international d'histoire de la Seconde Guerre mondiale, Français et Britanniques dans la drôle de guerre : actes, Paris, éditions du Centre national de la recherche scientifique, 1979, 631 p. (ISBN 2-222-02324-6).Actes du colloque franco-britannique tenu à Paris du 8 au 12 décembre 1975.
- Jean-Louis Crémieux-Brilhac, Les Français de l'an 40, vol. 1 : La guerre, oui ou non ?, Paris, Gallimard, coll. « La Suite des temps », 1990, 740 p. (ISBN 2-07-071897-2, présentation en ligne).
- Jean-Louis Crémieux-Brilhac, Les Français de l'an 40, vol. 2 : Ouvriers et soldats, Paris, Gallimard, coll. « La Suite des temps », 1990, 647 p. (ISBN 2-07-071896-4, présentation en ligne).
- Jean-Baptiste Duroselle, Politique étrangère de la France, vol. 2 : L'abîme, 1939-1945, Paris, Imprimerie nationale, 1982, 611 p. (ISBN 2-11-080786-5, présentation en ligne), [présentation en ligne]. Réédition : Jean-Baptiste Duroselle, Politique étrangère de la France : l'abîme, 1939-1944, Paris, Éditions du Seuil, coll. « Points histoire » (no 138), 1990, 811 p. (ISBN 2-02-012413-0).
- (de) Hans-Jürgen Heimsoeth, Der Zusammenbruch der Dritten Franzözischen Republik : Frankreich während der « drôle de guerre », 1939-1940, Bonn, Bouvier Verlag, coll. « Pariser historische Studien » (no 30), 1990, 405 p. (lire en ligne).
- Henri Michel, La Drôle de guerre, Paris, Hachette, 1971, 320 p.
- Guy Rossi-Landi (préf. René Rémond), La Drôle de guerre : la vie politique en France, 2 septembre 1939-10 mai 1940, Paris, Armand Colin, coll. « Travaux et recherches de science politique » (no 14), 1971, 247 p. (ISBN 2-7246-0249-8, présentation en ligne), [présentation en ligne].
- Michel Rousseau, L'Armée française en images pendant la drôle de guerre : 1939-1940, Bruxelles, SODIM, coll. « En images », 1977, 157 p.
- Pierre Stéphany, La Guerre perdue de 1940 : 10 mai-25 juin 1940 : la bataille de France, Bruxelles, Ixelles éditions, 2013, 332 p. (ISBN 978-2-87515-185-8).
- Jean Vanwelkenhuyzen, Neutralité armée : la politique militaire de la Belgique pendant la drôle de guerre, Bruxelles, La Renaissance du livre, coll. « Notre passé », 1979, 183 p.

### Articles
- Olivier Bellec, « Dans le no man's land, la guerre aux avant-postes de la Ligne Maginot », Ligne de Front, no 22, Éditions Caraktère, mars 2010, lire en ligne.
- Vincent Bernard, « La Drôle de Guerre des Français », Histoire(s) de la Dernière Guerre, no 2, Éditions Caraktère, novembre 2009, lire en ligne.
- Christophe Cony et al., « Les combats aériens de la drôle de guerre », revue Batailles Aériennes, no 3, 1997.
- François Delpla, « De Gaulle et Manstein pendant la Drôle de Guerre, drôles de dissertations sur l'arme blindée », Histoire(s) de la Dernière Guerre, no 3, Éditions Caraktère, janvier 2010, lire en ligne.
- (en) Talbot C. Imlay, « Mind the Gap : The Perception and Reality of Communist Sabotage of French War Production During the Phoney War 1939-1940 », Past & Present, Oxford University Press, vol. 189, no 1,‎ novembre 2005, p. 179-224 (DOI 10.1093/pastj/gti025).
- Sébastien Laurent, « Sur le front de la guerre secrète, les services de renseignement français pendant la Drôle de Guerre », Histoire(s) de la Dernière Guerre, no 4, Éditions Caraktère, mars 2010, lire en ligne.
- Philippe Lazarus, « Les divertissements du soldat français, 1939 - 1940, 1re partie », Militaria Magazine, no 313, Histoire & Collections, août 2011, lire en ligne.
- Philippe Lazarus, « Les divertissements du soldat français, 1939 - 1940, 2e partie », Militaria Magazine, no 315, Histoire & Collections, octobre 2011, lire en ligne.